# Elsa Lewinsky
Elsa Lewinsky (* 27. September 1874 in Prag; † 24. Jänner 1962 in Wien) war eine österreichische Schauspielerin und Opernsängerin (Sopran).

## Leben
Lewinsky war die Tochter des Schauspielers Joseph Lewinsky und dessen zweiter Ehefrau, der Schauspielerin Olga Lewinsky. Ihren ersten künstlerischen Unterricht bekam sie durch ihre Eltern. Später kamen dann in Wien Privatstunden beim Gesangsmeister Reß dazu. Durch dessen Förderung und Unterstützung konnte sie am Stadttheater in Stettin in der Rolle der Agathe in Webers Freischütz erfolgreich debütieren.
Lewinsky wurde dort auch Mitglied des Ensembles und blieb es bis 1901. In diesem Jahr nahm sie ein Engagement am Sachsen-Anhaltischen Hoftheater an. Neben ihren Auftritten dort machte sie auch einige Gastspielreisen, zum Beispiel an das Deutsche Schauspielhaus (Hamburg) oder ans Deutsche Theater (Warschau).

## Rollen (Auswahl)
- Margarethe – Faust. Eine Tragödie (Johann Wolfgang von Goethe)
- Pamina – Die Zauberflöte (Wolfgang Amadeus Mozart)
- Michaela – Carmen (Georges Bizet)
- Elsa – Lohengrin (Richard Wagner)
- Elisabeth – Tannhäuser und der Sängerkrieg auf der Wartburg (Richard Wagner)
- Marie – Trompeter von Säckingen (Victor Ernst Nessler)
- Bianca – Der Widerspenstigen Zähmung (William Shakespeare)
- Sieglinde – Die Walküre (Richard Wagner)
- Silberfee – Weihnachtsmärchen (Botho Sigwart zu Eulenburg)
- Agathe – Der Freischütz (Carl Maria von Weber)